# Helvetia Assicurazioni
Helvetia è una compagnia assicuratrice svizzera operante in Europa. La compagnia dal 1996 è diventata una holding, con il relative azioni quotate presso la Borsa svizzera SIX Swiss Exchange. Le due public limited companies Helvetia Life (Basilea) e Helvetia Insurance (San Gallo) appartengono a Helvetia Holding in modo diretto o indiretto. Il maggiore azionista del gruppo è Patria Cooperative Society, che detiene il 30% dei titoli.

## Struttura aziendale
La sede principale è a San Gallo. Opera nei mercati di Svizzera, Germania, Austria, Italia e Spagna, con maggiore attenzione nei campi della gestione del rischio (assicurazioni sulla vita e non vita, riassicurazione) e in piani pensionistici occupazionali e privati. Helvetia offre anche assicurazioni di nicchia nel settore dei trasporti; in Francia propone riassicurazioni a livello globale. Helvetia ha circa 6 600 dipendenti in tutta Europa e fornisce servizi a più di due milioni di clienti.
Helvetia aderisce alla European Foundation for Quality Management (EFQM). Il modello EFQM è stato scelto in modo da offrire maggiore qualità e disponibilità su base continua, puntando a processi efficienti nonché a staff e clienti soddisfatti.

## Storia
Helvetia è stata fondata a San Gallo nel 1858 come Allgemeine Versicherungs-Gesellschaft Helvetia. Tre anni dopo, sulla spinta dell'incendio di Glarona, a San Gallo ha dato vita alla propria compagnia assicuratrice privata per il fuoco denominata Helvetia Feuer. Nel 1862, Helvetia Feuer pone le prime filiali in Germania e, dal 1876, si espande negli USA, aprendo uffici in California e New York. In seguito al terremoto californiano del 1906, Helvetia ha tentato di ritirarsi dal mercato statunitense in modo da limitare le richieste sorte dallo scatenarsi del terremoto.
Tra il 1920 e il 1962 nuove società controllate sono state create in Francia, Italia, Grecia (venduta nel 1997), Paesi Bassi (venduta nel 1995) e Canada (venduta in 1999). In Austria, la presenza di Helvetia viene fatta risalire alla "Der ANKER, Gesellschaft von Lebens- und Rentenversicherung" del 1858, che ha successivamente operato sotto il nome di Helvetia Austria fino al 2006. Le prime società controllate in Spagna, Italia e Germania si sono formate tra il 1986 e il 1988.
Nel 1968 la Allgemeine Versicherungs-Gesellschaft Helvetia ha operato una fusione con la società specializzata in incidenti Helvetia Unfall e la compagnia assicuratrice sulla vita Helvetia Leben. Nel 1974 la compagnia contro gli incendi Helvetia Feuer e Helvetia Allgemeine si sono fuse in Helvetia Feuer. L'11 ottobre 1988, all'assemblea generale delle due compagnie gemellate Helvetia Feuer e Helvetia Unfall, gli azionisti hanno deciso di separare completamente le due aziende. Helvetia Unfall è diventata Elvia, nome già utilizzato dalla società controllata per i viaggi. Helvetia Feuer è stata rinominata in Helvetia Insurance e ha adottato il logo raffigurante un triangolo tridimensionale.

### Helvetia e Patria
La compagnia nella forma presente riflette la fusione con la compagnia assicuratrice Patria, con base a Basilea. La fondazione di Patria è datata 1878, quando si è formata la Basler Sterbe- und Alters-Kasse, un fondo assicurativo sulla vita destinato agli anziani. In seguito a molteplici cambi di nome, nel 1910 nasce ufficialmente la Schweizerische Lebensversicherungsgesellschaft Patria. Nel 1992, Helvetia e Patria decidono di operare congiuntamente sul mercato svizzero e danno vita a una alleanza strategica dalla quale nel giugno 1996 nasce la Helvetia Patria Holding. La compagnia ha operato sotto l'uniformato nome Helvetia in Europa dal settembre del 2006. Il logo è stato adattato e dopo l'approvazione della strategia universale è stata definita una nuova missione aziendale.

### Ulteriori sviluppi
Nel 2008 Helvetia ha celebrato il 150º anniversario e ha prodotto una pubblicazione commemorativa. Nel 2010 ha acquistato la compagnia svizzera di assicurazioni Alba Allgemeine Versicherungs-Gesellschaft AG (Alba) così come la Phenix Versicherungsgesellschaft AG e la Phenix Lebensversicherungsgesellschaft AG (Phenix). Il portfolio di assicurazioni di Alba/Phenix è stato venduto alle due società Innova e Solida.
Nel luglio del 2014, Helvetia avvia la procedura di acquisto della rivale Nationale Suisse con una trattativa di 1,8 miliardi di CHF (2 miliardi di USD). La compagnia già possedeva il 18,7% di National Suisse e stava puntando alla equa distribuzione con il supporto del board di Nationale Suisse.
A inizio del 2017, l'azienda annuncia di investire, tramite un proprio fondo di venture capital, in startup che sostengono la trasformazione dell'attuale core business oppure l'avvio di nuovi modelli commerciali. Il fondo è dotato di circa 55 milioni di franchi e intende investire in circa 25 aziende giovani. Il Venture Fund ha investito, fra le varie aziende, in Volocopter, flatfox, Pricehubble o nella insurtech INZMO. Inoltre, Helvetia ha avviato un programma per lo sviluppo di startup interne e promuove le startup con un programma Accelerator.

## Compagnie nazionali
- Helvetia Switzerland
- Helvetia Austria
- Helvetia Germany
- Helvetia France
- Helvetia Italia (rappresentata da due compagnie: Helvetia Compagnia Svizzera d'Assicurazioni SA per le assicurazioni sui danni e Helvetia Vita S.p.A. per le assicurazioni sulla vita). Il Gruppo Helvetia Italia ha generato nel 2016 un fatturato complessivo superiore a 800 milioni di euro e gestisce un portafoglio di oltre 500 000 clienti su tutto il territorio.
- Helvetia Spain

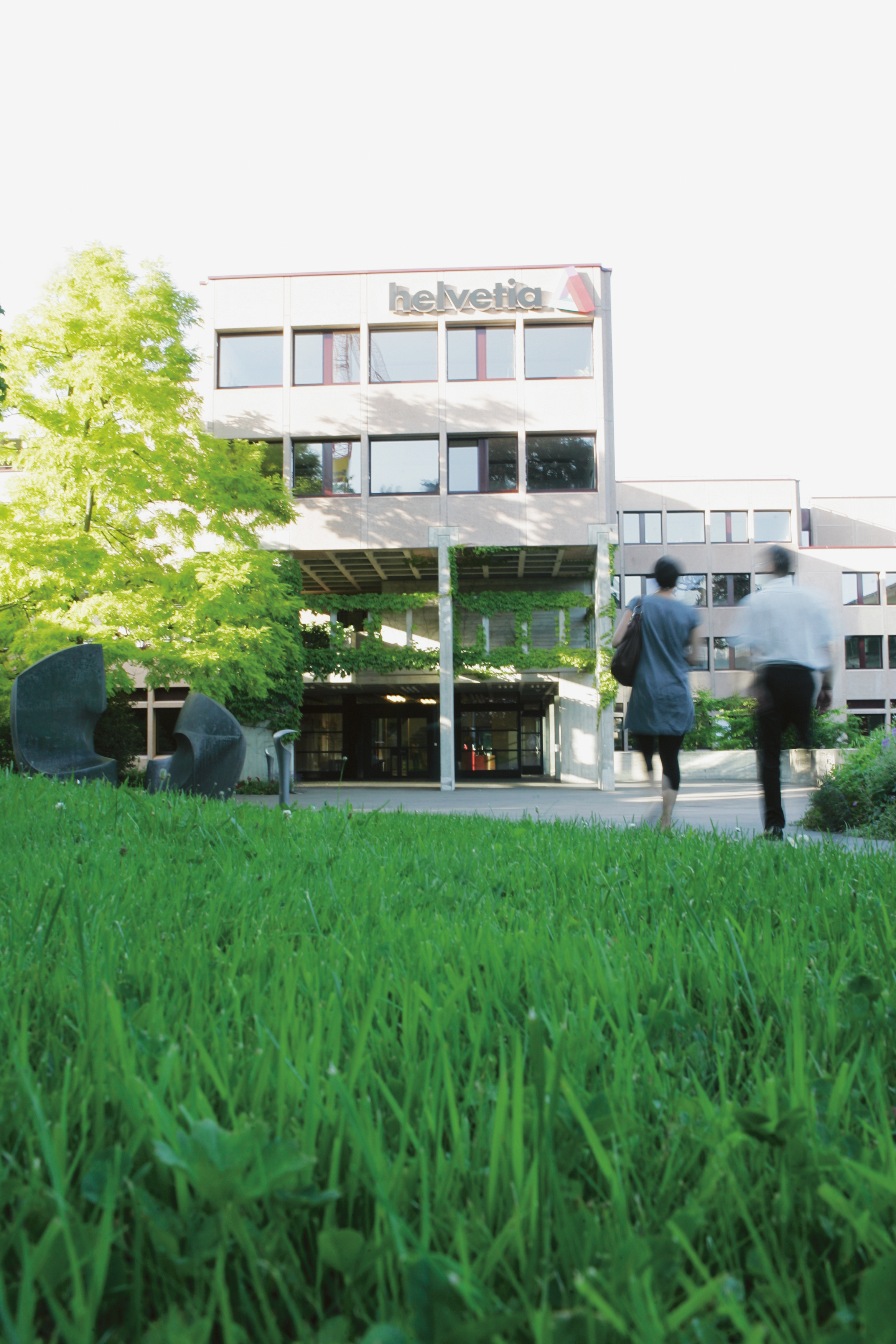
Sede del Gruppo Helvetia al Girtannersberg, San Gallo
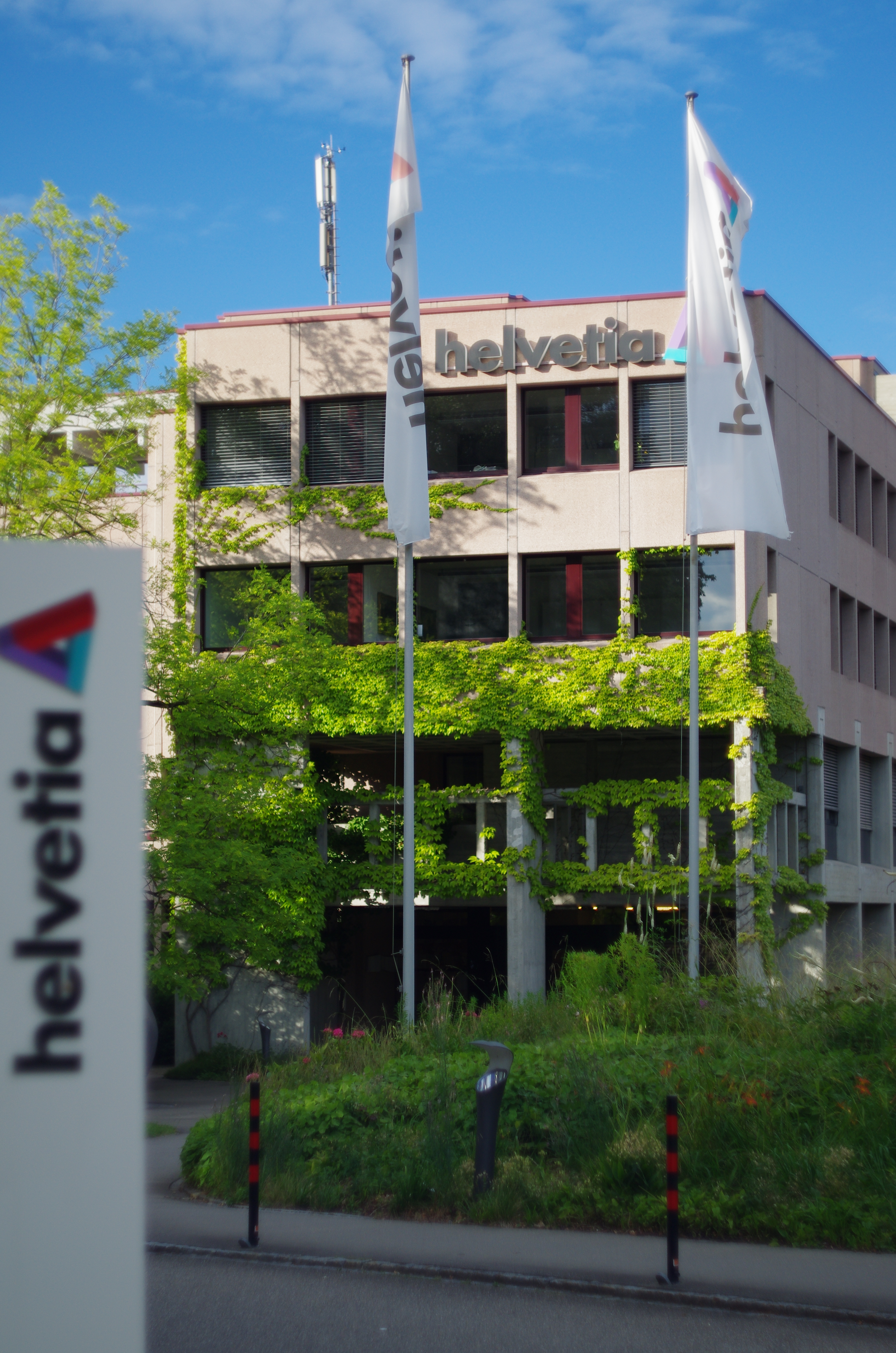
Sede del Gruppo Helvetia a San Gallo
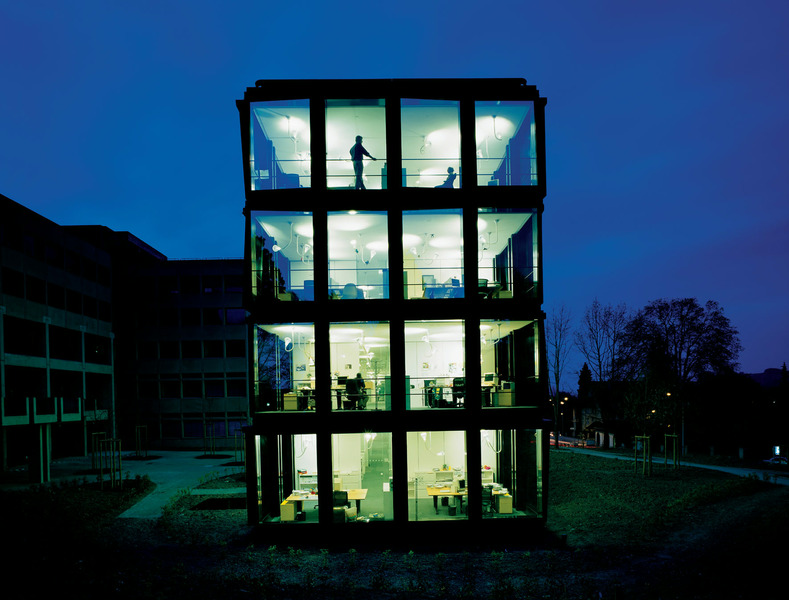
Realizzazione dell'estensione del Gruppo Helvetia al Girtannersberg, San Gallo
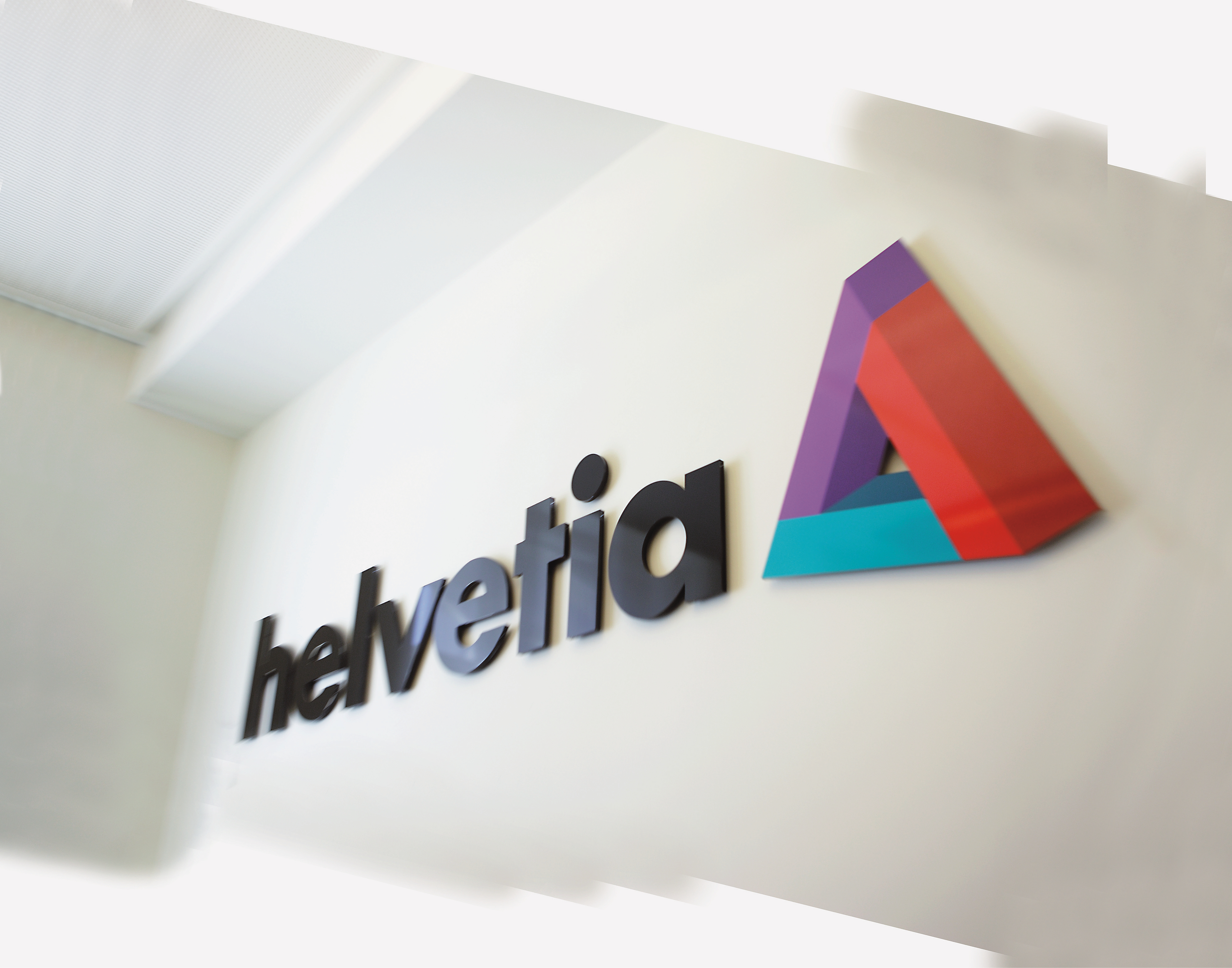
Helvetia ha operato sotto con un'unica immagine in Europa dal settembre del 2006
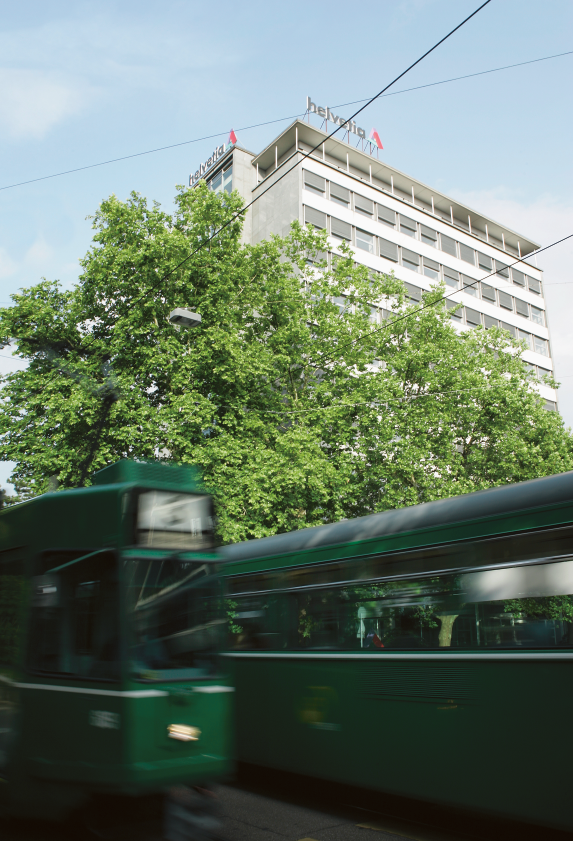
Sede di Helvetia Switzerland a Basilea
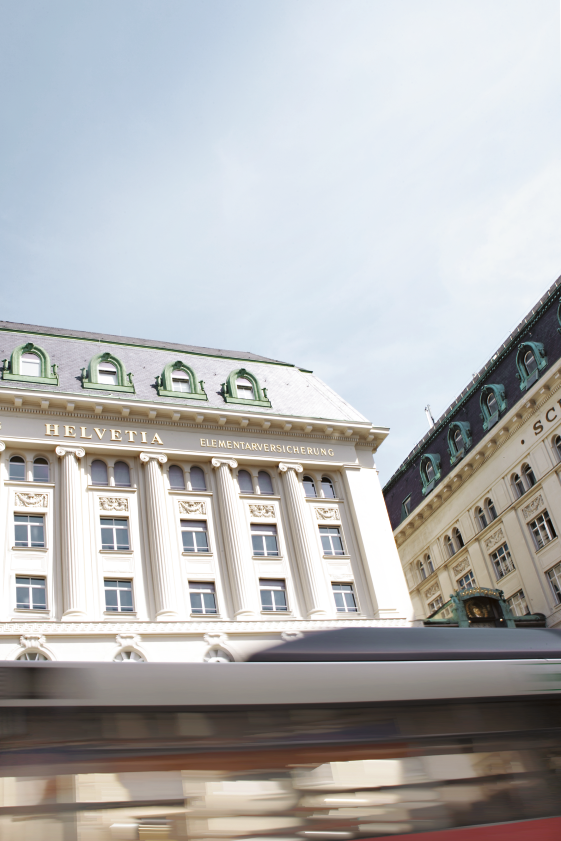
Sede di Helvetia Austria a Vienna
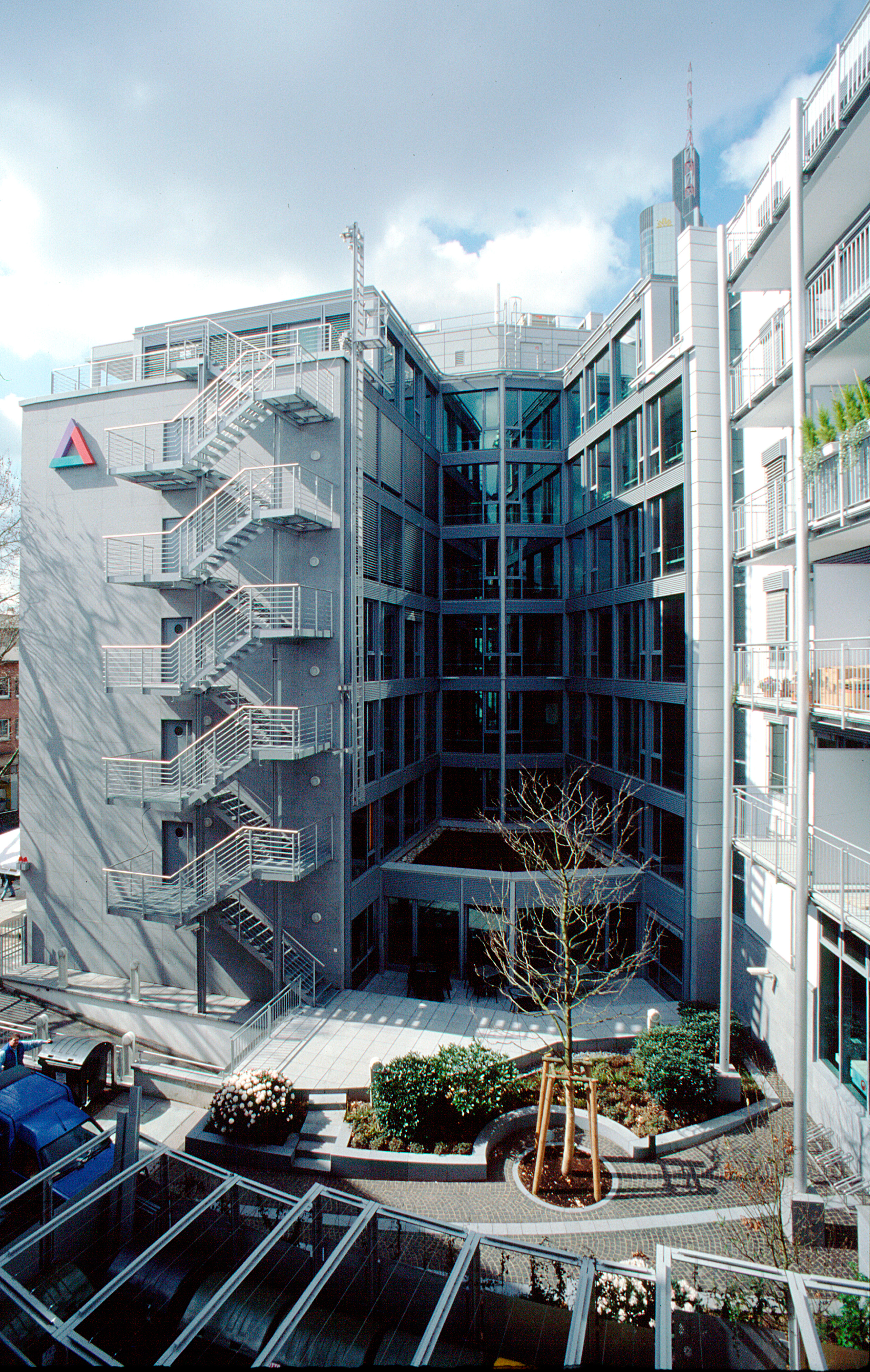
Sede di Helvetia Germany a Francoforte
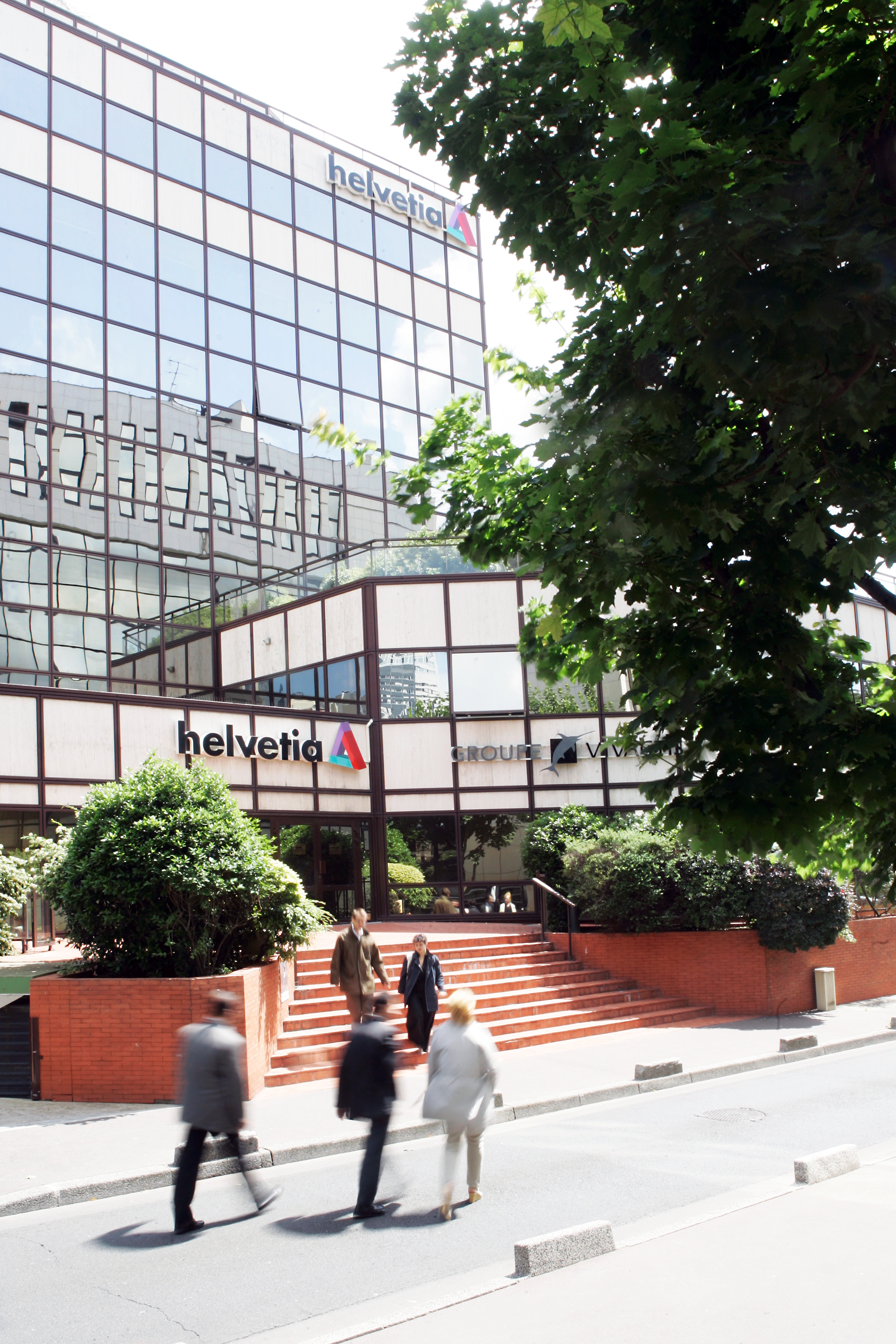
Sede di Helvetia France a Parigi
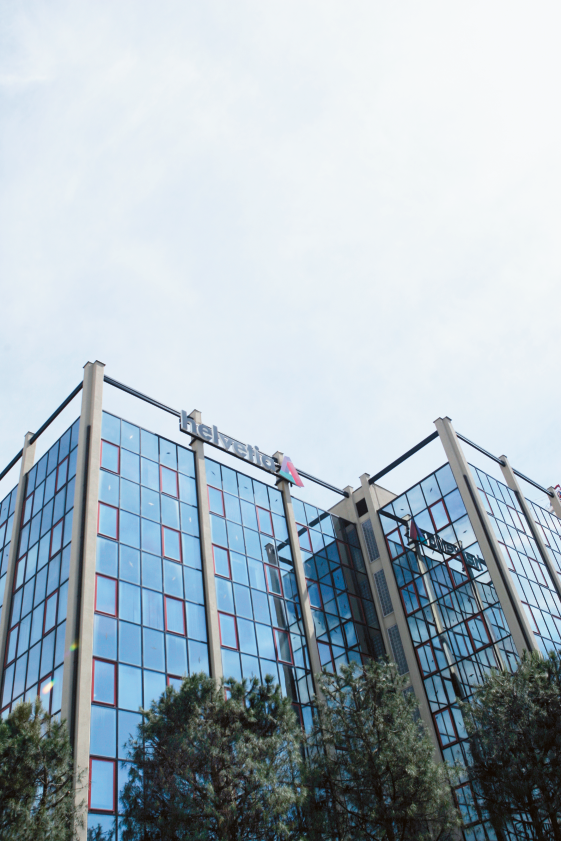
Sede di Helvetia Italy a Milano
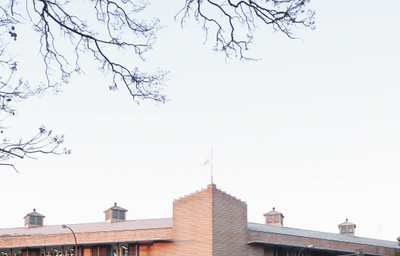
Sede di Helvetia Spain a Siviglia